# PKP SU45 sorozat
A PKP SU45 sorozat egy lengyel Co'Co1 tengelyelrendezésű dízelmozdony sorozat. Eredetileg SP45 jelzéssel készült, modernizálása és átépítése után kapta az SU45 sorozatjelzést. Gyári típusjele 301Db.  A Lengyel Államvasutak (PKP) üzemelteti. Elsősorban nehéz tehervonatokhoz és személyvonatokhoz használják a nem villamosított vonalakon. A poznańi H. Cegielski – Poznań gyártotta 1970 és 1976 között. Összesen 265 db készült.

## Története
A nem villamosított vonalak kiszolgálására szánt dízelmozdony fejlesztése az 1960-as években kezdődött Lengyelországban. Az új mozdony iránti igény a gőzmozdonyok számának fokozatos csökkenése miatt lett egyre fontosabb. A H. Cegielski – Poznań-ban 1967-ben készült el a 301D jelű első prototípus. A mozdonyba 1268 kW (1750 Le) teljesítményű, lengyel gyártmányú, V12 hengerelrendezésű, 12C22W típusú dízelmotort építettek. (Ez az SM42 dízelmozdonyhoz gyártott a8C22 motor továbbfejlesztett változata volt, csak prototípus szintjén maradt.) 1970-ig további két prototípus készült: a 301Da, és a 301Db jelű. Utóbbi lett a sorozatgyártású változat, amelyet a PKP SP45 sorozatjelzéssel állított szolgálatba. A sorozatgyártású mozdonyokba az olasz Fiat vállalattól vásárolt licenc alapján a HCP-nél gyártott 2112SSF típusú dízelmotorokat építették.

## Gyártása
| Pályaszám | Gyártó              | Gyártási év | Darabszám |
| --------- | ------------------- | ----------- | --------- |
| 001 – 268 | módosított PKP SP45 | 1987 – 1998 | 191       |

## Mozdonyok honállomása
| Mozdonyszám | Üzemeltető | Megjegyzés |
| --- | ---------- | ---------- |
| 018, 023, 027, 030, 045, 060, 062, 100, 101, 130, 134, 136, 137, 159, 164, 165, 184, 206, 209, 224, 230, 231, 236, 242, 243, 244, 249, 250 | Białystok  |            |
| 021, 034, 082, 111, 121, 123, 129, 131, 141, 156, 166, 168, 170, 178, 185, 190, 204, 208, 210, 215, 238, 257, 263                          | Bydgoszcz  |            |
| 044, 069, 073, 074, 083, 099, 173, 202, 239, 255                                                                                           | Czerwieńsk |            |
| 006, 057, 071, 079, 113, 114, 115, 116, 122, 145, 152, 161, 179, 182, 197, 256                                                             | Gdynia     |            |
| 010, 067, 080, 089, 109, 126, 135, 151, 172, 192, 201, 212, 228                                                                            | Lublin     |            |
| 154 | Nowy Sącz  |            |
| 017, 022, 028, 054, 056, 061, 066, 070, 078, 095, 112, 138, 162, 191, 194, 207, 211, 213, 225                                              | Olsztyn    |            |
| 048, 077, 092, 096, 097, 098, 125, 143, 147, 174, 175, 183, 187, 195, 196, 198, 205, 220, 246, 247, 254                                    | Poznań     |            |
| 090, 105, 106, 107, 108, 117, 118, 128, 132, 189, 217, 218, 221, 227, 240, 241, 245, 253, 260, 264                                         | Szczecin   |            |
| 011, 036, 052, 064, 180, 214 | Wrocław    |            |

## Becenevek
A mozdonyoknak az alábbi beceneveket adták:
- Fiat – mert a motort a Fiat licenc alapján készült,
- Suka (Nőstény) – az első két betű miatt